# Aire d'attraction de Crozon
L'aire d'attraction de Crozon est un zonage d'étude défini par l'Insee pour caractériser l’influence de la commune de Crozon sur les communes environnantes. Publiée en octobre 2020, elle se substitue à l'aire urbaine de Crozon, qui se composait d'une commune dans le zonage de 2010.

## Définition
L'aire d'attraction d'une ville est composée d’un pôle, défini à partir de critères de population et d’emploi ainsi que d’une couronne constituée des communes dont au moins 15 % des actifs travaillent dans le pôle. Le pôle d’attraction constitue ainsi un point de convergence des déplacements domicile-travail,.

## Type et composition
L’aire d'attraction de Crozon est une aire intra-départementale qui comporte 7 communes dans le Finistère. 
Elle est catégorisée dans les aires de moins de 50 000 habitants.
Dans la région, la population est relativement peu concentrée dans les pôles. Ainsi, moins d’un tiers de la population y vit contre plus de la moitié au niveau national. Ce n’est pas le cas pour l’aire d'attraction de Crozon qui présente une population de 16 367 habitants localisés dans la région et dont 74 % résident dans le pôle.
En Bretagne, la population augmente de 0,6 % par an en moyenne entre 2007 et 2017 (+ 0,5 % en France). Pour l’aire de Crozon, elle est de -0,2 %. Le nombre d’emplois présents dans l’aire d’attraction est de 6 638.

### Carte

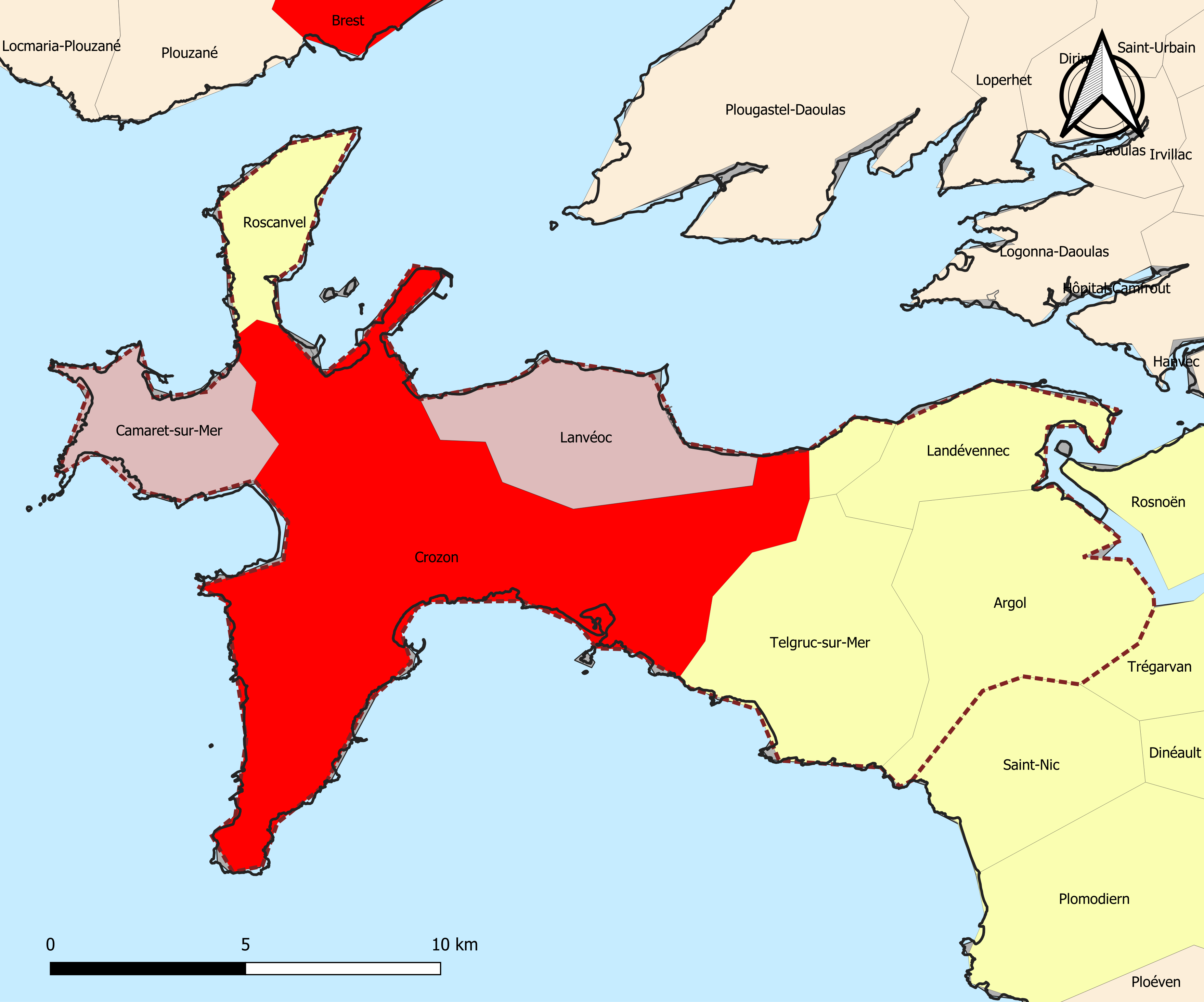
Carte de l'aire d'attraction de Crozon.
Commune-centre
Commune du pôle principal
Commune de la couronne

### Composition communale
| Nom                     | Code Insee | Département | Statut                    | Superficie (km2) | Population (dernière pop. légale) | Densité (hab./km2) | Modifier                                    |
| ----------------------- | ---------- | ----------- | ------------------------- | ---------------- | --------------------------------- | ------------------ | ------------------------------------------- |
| Crozon (commune-centre) | 29042      | Finistère   | commune-centre            | 80,37            | 7 410 (2022)                      | 92                 | modifier les données · modifier les données |
| Camaret-sur-Mer         | 29022      | Finistère   | commune du pôle principal | 11,64            | 2 448 (2022)                      | 210                | modifier les données · modifier les données |
| Lanvéoc                 | 29120      | Finistère   | commune du pôle principal | 19,21            | 1 951 (2022)                      | 102                | modifier les données · modifier les données |
| Argol                   | 29001      | Finistère   | commune de la couronne    | 31,73            | 1 043 (2022)                      | 33                 | modifier les données · modifier les données |
| Landévennec             | 29104      | Finistère   | commune de la couronne    | 13,83            | 335 (2022)                        | 24                 | modifier les données · modifier les données |
| Roscanvel               | 29238      | Finistère   | commune de la couronne    | 9,08             | 825 (2022)                        | 91                 | modifier les données · modifier les données |
| Telgruc-sur-Mer         | 29280      | Finistère   | commune de la couronne    | 28,29            | 2 145 (2022)                      | 76                 | modifier les données · modifier les données |

Toutes ces communes sont situées dans la presqu'île de Crozon et font partie de la communauté de communes Presqu'île de Crozon-Aulne maritime.